# Andrea Wulf
Andrea Wulf, född 1972 i New Delhi, är en tysk-brittisk historiker och författare. Hon har bland annat författat böcker om Englands historia, filosofi samt en monografi om Alexander von Humboldt.